# Lugo di Vicenza
Lugo di Vicenza é uma comuna italiana da região do Vêneto, província de Vicenza, com cerca de 3.706 habitantes. Estende-se por uma área de 14 km², tendo uma densidade populacional de 265 hab/km². Faz fronteira com Asiago, Calvene, Carrè, Chiuppano, Fara Vicentino, Lusiana, Salcedo, Zugliano.

## Demografia
| Variação demográfica do município entre 1861 e 2011                               |
|                                                                                   |
| Fonte: Istituto Nazionale di Statistica (ISTAT) - Elaboração gráfica da Wikipedia |